# Gaspard et les Fantômes
Ne doit pas être confondu avec Casper le gentil fantôme.
Gaspard et les Fantômes (Goober and the Ghost Chasers) est une série télévisée d'animation américaine en seize épisodes de 25 minutes, diffusée entre le 8 septembre et le 22 décembre 1973 sur le réseau ABC.
Au Québec, la série a été diffusée à partir du 6 décembre 1975 à la Télévision de Radio-Canada, et en France à partir du 27 octobre 2000 sur Cartoon Network.

## Synopsis
Un groupe d'adolescents mène l'enquête sur des phénomènes étranges en compagnie de leur chien Gaspard, lequel a la particularité de devenir invisible lorsqu'il est effrayé par des fantômes.

## Voix québécoises
- Benoît Marleau : Gaspard
- André Montmorency : Ghyslain
- Philippe Arnaud : Jean
- Mirielle Lachance : Daniel
- Jean Besré : voix additionnelles
- Yves Corbeil : voix additionnelles
- Ronald France : voix additionnelles

 Source et légende : version québécoise (VQ) sur Doublage.qc.ca

## Épisodes
1. L'Apparition de Ahab (The Ahab Apparition)
2. Rafraîchissez votre Shakespeare (Brush Up Your Shakespeare)
3. Le Fantôme galopant (The Galloping Ghost)
4. L'Esprit chante (The Singing Ghost)
5. Le Bateau du fantôme (The Ghost Ship)
6. Maman sait la bête (Mummy Knows Best)
7. Le Musée de cire hantée (The Haunted Wax Museum)
8. Aloha fantôme (Aloha Ghost)
9. La Méchante sorcière du chien (The Wicked Witch Dog)
10. Tout de Venise ? (Venice Anyone?)
11. Le Fantôme de l'ouest (Go West Young Ghost)
12. Une journée difficile pour le chevalier (A Hard Days Knight)
13. C'est Sherlock Holmes ? (Is Sherlock Holme?)
14. Ce fantôme de neige (That Snow Ghost)
15. Inca Dinka Doo (Inca Dinka Doo)
16. Le vieux McDonalds avait un fantôme (Old McDonalds Had a Ghost - EE II EEYOW)

## Commentaires
Contrairement aux fantômes qu'on rencontre dans Scooby-Doo, dont la série s'inspire beaucoup, la plupart des fantômes sont ici réels et non des criminels déguisés.